# Idaea nigrolineata
Idaea nigrolineata là một loài bướm đêm trong họ Geometridae.